# 謝爾巴基 (基輔州)
49°38′18″N 29°57′9″E / 49.63833°N 29.95250°E
什切爾巴基（烏克蘭語：Щербаки）是位於烏克蘭北部的村莊，由基辅州白采爾克瓦區的小維利尚卡市鎮負責管轄。該村始建於1690年，面積8平方公里，2001年人口369，人口密度每平方公里46.1人。